# 成珈瑩
成珈瑩（英語：Jenny Shing Ka Ying，1993年12月16日—），香港前女藝人，與其兄長成展權小時候均為香港童星。曾就讀馬鞍山靈糧小學，曾於宣道會鄭榮之中學就讀初中，東莞工商總會劉百樂中學就讀高中，其後2007年息影退出娛樂圈。
成珈瑩首個無綫電視的電視劇參加演出作品是《無業樓民》，不過最為人認識的是在《烈火雄心II》中饰演紀瑶（王喜飾演之紀德田的女兒），她還演出多個廣告。
到了2006年後，成珈瑩拍畢完成，《天幕下的戀人》後不再參與TVB拍攝的電視劇工作，她為其息影之後的告別作；她現今改為商人。

## 曾参演剧集
- 2000年：《无业楼民》 饰 古慧真
- 2000年：《十月初五的月光》 饰 祝君好（童年）
- 2000年：《庙街·妈·兄弟》
- 2001年：《美丽人生》[1]
- 2001年：《廉政追击—補習班》 饰 恩恩
- 2001年：《勇往直前》 饰 真真
- 2001年：《陀枪师姐III》 饰 程莎莎
- 2002年：《烈火雄心II》 饰 纪瑤[2][1]
- 2002年：《轉世驚情》 飾 畢應來（畢兒）
- 2003年：《扑水冤家》 飾 常喜寧
- 2003年：《黑夜彩虹》 饰 常小蕾
- 2003年：《鳳舞香羅》 饰 天愛
- 2004年：《翡翠恋曲》 饰 孙燕秋（童年）
- 2006年：《天幕下的恋人》 饰 高逸诗（童年）[3]

### 香港電台節目
- 2003年：《黃金歲月 （页面存档备份，存于）：友情/活力/生活與藝術》 飾 瑩瑩

## 曾参演廣播劇
- 2003年：香港電台《精靈一點．一塵不染樂安居》 饰 小南

## 曾獲獎項
- 2002年度萬千星輝賀台慶：本年度我最喜愛的電視角色 - 《烈火雄心II》：紀瑤（瑤瑤）
- 演藝動力大獎2002：我最支持的演藝動力大獎 - 《烈火雄心II》